# Caverne Mussard
La caverne Mussard est une grotte de montagne de l'île de La Réunion, département d'outre-mer français dans le sud-ouest de l'océan Indien. Située à environ 2 150 mètres d'altitude au cœur du massif du Piton des Neiges, elle relève de la commune de Saint-Benoît, dont elle occupe les confins occidentaux, dans les Hauts de son territoire. Elle doit son nom au chasseur d'esclaves François Mussard, qui y aurait tué et capturé une grande quantité d'esclaves marrons au cours d'une expédition qui tourna au carnage au milieu du XVIIIe siècle.

## Historique
Bien placée le long du sentier de randonnée reliant le centre-ville de Cilaos à l'îlet d'Hell-Bourg, dans le cirque naturel de Salazie, la grotte servit ensuite et pendant longtemps de refuge de montagne aux voyageurs provenant de ce dernier cirque et en route ou de retour du piton des Neiges, le point culminant de l'île.